# Prima Divisione Lombardia 1949-1950
La Prima Divisione fu il massimo campionato regionale di calcio disputato in Lombardia nella stagione 1949-1950.
Per questa stagione furono organizzati tanti gironi quante furono le promozioni assegnate alla Lega Regionale, cioè dodici, in modo da far accedere alla categoria superiore tutte le capoliste. Le finali regionali, quindi, valsero unicamente per il titolo regionale lombardo. Per le peggiori società, invece, era prevista la retrocessione in Seconda Divisione che in parte era organizzata dai Commissariati Provinciali.

## Girone A

### Squadre partecipanti
| Club                     | Città                               | Stagione precedente |
| ------------------------ | ----------------------------------- | ------------------- |
| U.S. Adrense             | Adro (BS)                           |                     |
| U.S. Aurora Travagliato  | Travagliato (BS)                    |                     |
| A.C. Benaco              | Salò (BS)                           |                     |
| C.S. Castrezzato         | Castrezzato (BS)                    |                     |
| U.S. Cologne             | Cologne Bresciano (BS)              |                     |
| G.S. Falck Vobarno       | Vobarno (BS)                        |                     |
| S.S. Gambara             | Gambara (BS)                        |                     |
| U.C. Ghedi               | Ghedi (BS)                          |                     |
| A.C. Logratese           | Lograto (BS)                        |                     |
| A.C. Mario Rigamonti     | Capriolo (BS)                       |                     |
| Marzotto Manerbio Calcio | Manerbio (BS)                       |                     |
| U.S. Montichiari         | Montichiari (BS)                    |                     |
| U.S. Orsa Iseo           | Iseo (BS)                           |                     |
| U.S. Rovatese            | Rovato (BS)                         |                     |
| A.C. Toscolano Maderno   | Toscolano Maderno (BS)              |                     |
| A.C. Villa Cogozzo       | Villa Cogozzo di Villa Carcina (BS) |                     |
| U.S. Villanovese         | Villanuova sul Clisi (BS)           |                     |
| U.S. Vestonese           | Vestone (BS)                        |                     |

### Classifica finale
|  | Pos. | Squadra            | Pt       | G  | V  | N  | P  | GF | GS | DR  |
|  | ---- | ------------------ | -------- | -- | -- | -- | -- | -- | -- | --- |
|  | 1.   | Marzotto Manerbio  | 53       | 32 | 24 | 5  | 3  | 96 | 31 | +65 |
|  | 2.   | Orsa Iseo          | 44       | 32 | 15 | 14 | 3  | 51 | 28 | +23 |
|  | 3.   | Falck Vobarno      | 39       | 30 | 18 | 3  | 9  | 73 | 38 | +35 |
|  | 4.   | Logratese          | 38       | 32 | 14 | 10 | 8  | 70 | 41 | +29 |
|  | 5.   | Benaco             | 37       | 31 | 14 | 9  | 8  | 50 | 42 | +8  |
|  | 6.   | Toscolano Maderno  | 36       | 29 | 16 | 4  | 9  | 71 | 41 | +30 |
|  | 7.   | Adrense            | 34       | 32 | 13 | 8  | 11 | 48 | 51 | -3  |
|  | 8.   | Villanovese        | 32       | 32 | 12 | 8  | 12 | 62 | 60 | +2  |
|  | 8.   | Mario Rigamonti    | 32       | 32 | 14 | 4  | 14 | 53 | 57 | -4  |
|  | 10.  | Villa Cogozzo      | 30       | 30 | 12 | 6  | 12 | 47 | 48 | -1  |
|  | 11.  | Aurora Travagliato | 26       | 29 | 11 | 4  | 14 | 40 | 51 | -11 |
|  | 12.  | Rovatese           | 26       | 31 | 8  | 10 | 13 | 43 | 66 | -23 |
|  | 13.  | Cologne            | 24       | 32 | 10 | 4  | 18 | 58 | 83 | -25 |
|  | 14.  | Montichiari (-1)   | 20       | 29 | 8  | 5  | 16 | 45 | 61 | -16 |
|  | 15.  | Vestonese (-1)     | 20       | 31 | 6  | 9  | 16 | 42 | 65 | -23 |
|  | 16.  | Gambara            | 18       | 30 | 7  | 4  | 19 | 42 | 78 | -36 |
|  | 17.  | Castrezzato        | 13       | 30 | 5  | 3  | 22 | 38 | 89 | -51 |
|  | ---  | Ghedi              | Ritirato |    |    |    |    |    |    |     |

Legenda:

      Ammesso alle finali regionali.
      Retrocesso in Seconda Divisione.
      Ritirato dal campionato e retrocesso.
Regolamento:
Due punti a vittoria, uno a pareggio, zero a sconfitta.
Pari merito in caso di pari punti e spareggi in caso di pari punti in zona promozione e retrocessione.
Note:
Montichiari e Vestonese hanno scontato 1 punto di penalizzazione in classifica per una rinuncia.
Il Montichiari ha rinunciato a disputare il campionato successivo.
Classifica incompleta (diverse gare qui mancanti ma disputate).

## Girone B

### Squadre partecipanti
| Club                    | Città                   | Stagione precedente |
| ----------------------- | ----------------------- | ------------------- |
| F.C. Alzano             | Alzano Lombardo (BG)    |                     |
| U.S. Asperiam           | Spirano (BG)            |                     |
| G.S. Aurora Trescore    | Trescore Balneario (BG) |                     |
| A.S. Castellese         | Castelli Calepio (BG)   |                     |
| U.S. Castro             | Castro (BG)             |                     |
| Pol. Darfense           | Darfo Boario Terme (BS) |                     |
| U.S. Forza e Costanza   | Martinengo (BG)         |                     |
| S.S. Fulgor Canonica    | Canonica d'Adda (BG)    |                     |
| U.S. Gazzaniga          | Gazzaniga (BG)          |                     |
| A.S. Leffe              | Leffe (BG)              |                     |
| U.S. Olimpia Caravaggio | Caravaggio (BG)         |                     |
| A.C.O. Verdellese       | Verdello (BG)           |                     |
| G.S. Vertovese          | Vertova (BG)            |                     |
| S.S. Voluntas           | Osio Sotto (BG)         |                     |
| U.S. Zognese            | Zogno (BG)              |                     |

### Classifica finale
|  | Pos. | Squadra              | Pt | G  | V  | N  | P  | GF | GS | DR  |
|  | ---- | -------------------- | -- | -- | -- | -- | -- | -- | -- | --- |
|  | 1.   | Olimpia Caravaggio   | 42 | 28 | 19 | 4  | 5  | 67 | 29 | +38 |
|  | 2.   | Vertovese            | 39 | 28 | 17 | 5  | 6  | 73 | 35 | +38 |
|  | 3.   | Leffe                | 38 | 28 | 16 | 6  | 6  | 52 | 30 | +22 |
|  | 4.   | Castro               | 34 | 28 | 14 | 6  | 8  | 74 | 53 | +21 |
|  | 5.   | Alzano               | 32 | 28 | 11 | 10 | 7  | 64 | 45 | +19 |
|  | 6.   | Gazzaniga            | 30 | 28 | 11 | 8  | 9  | 58 | 58 | 0   |
|  | 7.   | Darfense             | 27 | 28 | 12 | 3  | 13 | 48 | 52 | -4  |
|  | 8.   | Fulgor Canonica (-1) | 26 | 28 | 11 | 5  | 12 | 51 | 53 | -2  |
|  | 8.   | Asperiam             | 26 | 28 | 11 | 4  | 13 | 54 | 56 | -2  |
|  | 10.  | Forza e Costanza     | 23 | 28 | 9  | 5  | 14 | 43 | 72 | -29 |
|  | 10.  | Verdellese           | 23 | 28 | 7  | 9  | 12 | 60 | 61 | -1  |
|  | 12.  | Castellese           | 22 | 28 | 8  | 6  | 14 | 48 | 69 | -21 |
|  | 12.  | Aurora Trescore      | 22 | 28 | 10 | 2  | 16 | 47 | 66 | -19 |
|  | 14.  | Zognese              | 21 | 28 | 8  | 5  | 15 | 50 | 72 | -22 |
|  | 15.  | Voluntas (-2)        | 12 | 28 | 6  | 2  | 20 | 41 | 79 | -38 |

Legenda:

      Ammesso alle finali regionali.
      Retrocesso in Seconda Divisione.
Regolamento:
Due punti a vittoria, uno a pareggio, zero a sconfitta.
Pari merito in caso di pari punti e spareggi in caso di pari punti in zona promozione e retrocessione.
Note:
Fulgor Canonica ha scontato 1 punto di penalizzazione in classifica per una rinuncia.
Voluntas Osio ha scontato 2 punti di penalizzazione in classifica per due rinunce.

## Girone C

### Squadre partecipanti
| Club                    | Città                      | Stagione precedente |
| ----------------------- | -------------------------- | ------------------- |
| U.S. Agratese           | Agrate Brianza (MI)        |                     |
| G.S. Brugherese         | Brugherio (MI)             |                     |
| Carugatese Polisportiva | Carugate (MI)              |                     |
| A.C. Cassano d'Adda     | Cassano d'Adda (MI)        |                     |
| A.S. Cernuschese        | Cernusco sul Naviglio (MI) |                     |
| A.S. Cologno Monzese    | Cologno Monzese (MI)       |                     |
| A.S. Constantes         | Cernusco sul Naviglio (MI) |                     |
| G.S. Dante              | Concorezzo (MI)            |                     |
| A.S. Erminio Giana      | Gorgonzola (MI)            |                     |
| S.S. Farese             | Fara Gera d'Adda (BG)      |                     |
| A.C. Gessate            | Gessate (MI)               |                     |
| A.C. Pioltello          | Pioltello (MI)             |                     |
| S.C. Pozzuolo           | Pozzuolo Martesana (MI)    |                     |
| G.S. Pro Romano         | Romano di Lombardia (BG)   |                     |
| A.S. Rivoltana          | Rivolta d'Adda (CR)        |                     |
| U.S. Veltro             | Caravaggio (BG)            |                     |
| U.S. Vimodronese        | Vimodrone (MI)             |                     |
| U.S. Virtus Concorezzo  | Concorezzo (MI)            |                     |

### Classifica finale
|  | Pos. | Squadra           | Pt | G  | V  | N | P  | GF  | GS  | DR   |
|  | ---- | ----------------- | -- | -- | -- | - | -- | --- | --- | ---- |
|  | 1.   | Cernuschese       | 60 | 34 | 27 | 6 | 1  | 106 | 25  | +81  |
|  | 2.   | Constantes        | 53 | 34 | 23 | 7 | 4  | 95  | 42  | +53  |
|  | 3.   | Erminio Giana     | 44 | 34 | 20 | 4 | 10 | 90  | 62  | +28  |
|  | 4.   | Agratese          | 42 | 34 | 18 | 6 | 10 | 78  | 64  | +14  |
|  | 5.   | Cologno Monzese   | 41 | 34 | 17 | 7 | 10 | 78  | 52  | +26  |
|  | 5.   | Vimodronese       | 41 | 34 | 18 | 5 | 11 | 86  | 61  | +25  |
|  | 7.   | Pro Romano        | 38 | 34 | 16 | 6 | 12 | 76  | 72  | +4   |
|  | 8.   | Veltro            | 37 | 34 | 15 | 7 | 12 | 93  | 57  | +36  |
|  | 8.   | Rivoltana         | 37 | 34 | 14 | 9 | 11 | 64  | 51  | +13  |
|  | 8.   | Virtus Concorezzo | 37 | 34 | 16 | 5 | 13 | 68  | 61  | +7   |
|  | 11.  | Gessate           | 35 | 34 | 15 | 5 | 14 | 70  | 74  | -4   |
|  | 12.  | Dante             | 31 | 34 | 11 | 9 | 14 | 65  | 64  | +1   |
|  | 13.  | Carugatese        | 29 | 34 | 13 | 3 | 18 | 58  | 68  | -10  |
|  | 14.  | Brugherese        | 25 | 34 | 10 | 5 | 19 | 53  | 64  | -11  |
|  | 15.  | Cassano d'Adda    | 24 | 34 | 9  | 6 | 19 | 60  | 93  | -33  |
|  | 16.  | Farese            | 21 | 34 | 8  | 5 | 21 | 42  | 84  | -42  |
|  | 17.  | Pozzuolo (-1)     | 14 | 34 | 6  | 3 | 25 | 57  | 125 | -68  |
|  | 18.  | Pioltello         | 0  | 34 | 0  | 0 | 34 | 21  | 145 | -124 |

Legenda:

      Ammesso alle finali regionali.
      Retrocesso in Seconda Divisione.
Regolamento:
Due punti a vittoria, uno a pareggio, zero a sconfitta.
Pari merito in caso di pari punti e spareggi in caso di pari punti in zona promozione e retrocessione.
Note:
Pozzuolo ha scontato 1 punto di penalizzazione in classifica per una rinuncia.
Differenza di 4 gol nel computo totale reti fatte/subite (1260/1264).

## Girone D

### Squadre partecipanti
| Club                        | Città                   | Stagione precedente |
| --------------------------- | ----------------------- | ------------------- |
| A.C. Arcore & Falck         | Arcore (MI)             |                     |
| U.S. Besana                 | Besana in Brianza (MI)  |                     |
| U.S. Biassono               | Biassono (MI)           |                     |
| E.N.A.L. Breda              | Sesto San Giovanni (MI) |                     |
| U.S. Caratese               | Carate Brianza (MI)     |                     |
| S.S. La Dominante           | Monza (MI)              |                     |
| A.S. Libertas Lissone       | Lissone (MI)            |                     |
| S.S. Luciano Manara         | Barzanò (CO)            |                     |
| A.C. Milanese 1920          | Milano                  |                     |
| Missaglia Sportiva          | Missaglia (CO)          |                     |
| A.S. Muggiò                 | Muggiò (MI)             |                     |
| U.S. Novese                 | Nova Milanese (MI)      |                     |
| Soc. Pro Gorla              | Milano                  |                     |
| S.S. Pro Macherio           | Macherio (MI)           |                     |
| U.S. Renatese               | Renate (MI)             |                     |
| S.S. Sanrocchese            | San Rocco di Monza (MI) |                     |
| U.S. Speranza               | Milano                  |                     |
| A.C. Mutuo Soccorso Taliedo | Milano                  |                     |

### Classifica finale
|  | Pos. | Squadra                | Pt | G  | V | N | P | GF | GS | DR |
|  | ---- | ---------------------- | -- | -- | - | - | - | -- | -- | -- |
|  | 1.   | Pro Macherio           | 54 | 34 | . | . | . | .  | .  |    |
|  | 2.   | Sanrocchese            | 51 | 34 | . | . | . | .  | .  |    |
|  | 3.   | Arcore & Falck         | 47 | 34 | . | . | . | .  | .  |    |
|  | 4.   | Besana                 | 44 | 34 | . | . | . | .  | .  |    |
|  | 4.   | Luciano Manara         | 44 | 34 | . | . | . | .  | .  |    |
|  | 6.   | Breda                  | 41 | 34 | . | . | . | .  | .  |    |
|  | 7.   | Muggiò                 | 39 | 34 | . | . | . | .  | .  |    |
|  | 7.   | Biassono               | 39 | 34 | . | . | . | .  | .  |    |
|  | 9.   | Pro Gorla              | 33 | 34 | . | . | . | .  | .  |    |
|  | 10.  | Missaglia              | 32 | 34 | . | . | . | .  | .  |    |
|  | 10.  | Speranza               | 32 | 34 | . | . | . | .  | .  |    |
|  | 12.  | Novese                 | 31 | 34 | . | . | . | .  | .  |    |
|  | 13.  | Caratese               | 27 | 34 | . | . | . | .  | .  |    |
|  | 13.  | Renatese               | 27 | 34 | . | . | . | .  | .  |    |
|  | 15.  | La Dominante           | 24 | 34 | . | . | . | .  | .  |    |
|  | 15.  | Libertas Lissone       | 24 | 34 | . | . | . | .  | .  |    |
|  | 17.  | Milanese 1920          | 17 | 34 | . | . | . | .  | .  |    |
|  | 18.  | Mutuo Soccorso Taliedo | 3  | 34 | . | . | . | .  | .  |    |

Legenda:

      Ammesso alle finali regionali.
      Retrocesso in Seconda Divisione.
Regolamento:
Due punti a vittoria, uno a pareggio, zero a sconfitta.
Pari merito in caso di pari punti e spareggi in caso di pari punti in zona promozione e retrocessione.

## Girone E

### Squadre partecipanti
| Club                  | Città                       | Stagione precedente |
| --------------------- | --------------------------- | ------------------- |
| S.C. Afforese         | Milano-Affori               |                     |
| U.S. Bollatese        | Bollate (MI)                |                     |
| G.S. Bovisio Masciago | Bovisio Masciago (MI)       |                     |
| A.C. Cabiate          | Cabiate (CO)                |                     |
| A.C. Cesano Maderno   | Cesano Maderno (MI)         |                     |
| A.S.C. Cinisello      | Cinisello Balsamo (MI)      |                     |
| G.C. Costanza         | Cinisello Balsamo (MI)      |                     |
| U.S. Edera Cormano    | Cormano (MI)                |                     |
| U.S. Erbese           | Erba (CO)                   |                     |
| U.S. Gerli            | Cusano Milanino (MI)        |                     |
| U.S. Lentatese        | Lentate sul Seveso (MI)     |                     |
| A.C. Limbiate         | Limbiate (MI)               |                     |
| S.S. Ospitalettese    | Ospitaletto di Cormano (MI) |                     |
| A.S. Seveso           | Seveso (MI)                 |                     |
| A.S. Snia Viscosa     | Cesano Maderno (MI)         |                     |
| F.C. Snia Viscosa     | Varedo (MI)                 |                     |
| U.S. Niguardese       | Milano                      |                     |
| A.C. Stelvio          | Milano                      |                     |

### Classifica finale
|  | Pos. | Squadra                   | Pt | G  | V | N | P | GF | GS | DR |
|  | ---- | ------------------------- | -- | -- | - | - | - | -- | -- | -- |
|  | 1.   | Snia Viscosa Cesano       | 60 | 34 | . | . | . | .  | .  |    |
|  | 2.   | Snia Viscosa Varedo       | 56 | 34 | . | . | . | .  | .  |    |
|  | 3.   | Cesano Maderno            | 52 | 34 | . | . | . | .  | .  |    |
|  | 4.   | Gerli                     | 50 | 34 | . | . | . | .  | .  |    |
|  | 5.   | Bollatese                 | 45 | 34 | . | . | . | .  | .  |    |
|  | 6.   | Niguardese                | 43 | 34 | . | . | . | .  | .  |    |
|  | 7.   | Lentatese                 | 36 | 34 | . | . | . | .  | .  |    |
|  | 8.   | Cinisello                 | 35 | 34 | . | . | . | .  | .  |    |
|  | 9.   | Cabiate                   | 31 | 34 | . | . | . | .  | .  |    |
|  | 10.  | Costanza                  | 28 | 34 | . | . | . | .  | .  |    |
|  | 10.  | Erbese                    | 28 | 34 | . | . | . | .  | .  |    |
|  | 10.  | Seveso San Pietro Martire | 28 | 34 | . | . | . | .  | .  |    |
|  | 13.  | Stelvio                   | 25 | 34 | . | . | . | .  | .  |    |
|  | 14.  | Edera Cormano             | 24 | 34 | . | . | . | .  | .  |    |
|  | 15.  | Bovisio Masciago          | 21 | 34 | . | . | . | .  | .  |    |
|  | 16.  | Limbiate                  | 19 | 34 | . | . | . | .  | .  |    |
|  | 17.  | Afforese                  | 18 | 34 | . | . | . | .  | .  |    |
|  | 18.  | Ospitalettese             | 12 | 34 | . | . | . | .  | .  |    |

Legenda:

      Ammesso alle finali regionali.
      Retrocesso in Seconda Divisione.
Regolamento:
Due punti a vittoria, uno a pareggio, zero a sconfitta.
Pari merito in caso di pari punti e spareggi in caso di pari punti in zona promozione e retrocessione.

## Girone F

### Squadre partecipanti
| Club                 | Città                    | Stagione precedente |
| -------------------- | ------------------------ | ------------------- |
| U.S. Appianese       | Appiano Gentile (CO)     |                     |
| U.S. Ardisci e Spera | Cadorago (CO)            |                     |
| U.S. Bregnanese      | Bregnano (CO)            |                     |
| U.S. Caronnese       | Caronno Pertusella (VA)  |                     |
| U.S. Cistellum       | Cislago (VA)             |                     |
| U.S. Elio Zampiero   | Cadorago (CO)            |                     |
| A.S. Garbagnatese    | Garbagnate Milanese (MI) |                     |
| U.S. Itala           | Lurate Caccivio (CO)     |                     |
| S.S. Lainatese       | Lainate (MI)             |                     |
| Pol. Lario           | Como-Monte Olimpino      |                     |
| G.S. Lazzatese       | Lazzate (MI)             |                     |
| U.S. Lomazzo         | Lomazzo (CO)             |                     |
| A.C. Maslianico      | Maslianico (CO)          |                     |
| U.S. Rescaldinese    | Rescaldina (MI)          |                     |
| S.C. Rovellasca      | Rovellasca (CO)          |                     |
| U.S. Salus et Virtus | Turate (CO)              |                     |
| U.S. Uboldese        | Uboldo (VA)              |                     |
| U.S. Villaguardia    | Villa Guardia (CO)       |                     |

### Classifica finale
|  | Pos. | Squadra         | Pt | G  | V  | N  | P  | GF | GS  | DR  |
|  | ---- | --------------- | -- | -- | -- | -- | -- | -- | --- | --- |
|  | 1.   | Rescaldinese    | 54 | 34 | 24 | 6  | 4  | 95 | 39  | +56 |
|  | 2.   | Uboldese        | 50 | 34 | 22 | 6  | 6  | 78 | 37  | +41 |
|  | 3.   | Lainatese       | 48 | 34 | 21 | 6  | 7  | 64 | 36  | +28 |
|  | 4.   | Itala           | 46 | 34 | 21 | 4  | 9  | 70 | 53  | +17 |
|  | 5.   | Cistellum       | 44 | 34 | 19 | 6  | 9  | 68 | 41  | +27 |
|  | 6.   | Lomazzo (-1)    | 43 | 34 | 16 | 12 | 6  | 77 | 49  | +28 |
|  | 7.   | Garbagnatese    | 41 | 34 | 17 | 7  | 10 | 88 | 55  | +33 |
|  | 8.   | Ardisci e Spera | 38 | 34 | 14 | 10 | 10 | 81 | 66  | +15 |
|  | 9.   | Rovellasca      | 33 | 34 | 13 | 7  | 14 | 59 | 49  | +10 |
|  | 10.  | Elio Zampiero   | 31 | 34 | 11 | 9  | 14 | 58 | 70  | -12 |
|  | 11.  | Villaguardia    | 27 | 34 | 10 | 7  | 17 | 62 | 65  | -3  |
|  | 12.  | Caronnese       | 27 | 34 | 11 | 5  | 18 | 57 | 69  | -12 |
|  | 13.  | Lazzatese (-1)  | 26 | 34 | 10 | 7  | 17 | 55 | 70  | -15 |
|  | 14.  | Maslianico (-1) | 24 | 34 | 10 | 5  | 19 | 60 | 84  | -24 |
|  | 15.  | Salus et Virtus | 23 | 34 | 10 | 3  | 21 | 65 | 100 | -35 |
|  | 16.  | Lario           | 21 | 34 | 9  | 3  | 22 | 44 | 81  | -37 |
|  | 17.  | Bregnanese      | 17 | 34 | 7  | 3  | 24 | 39 | 73  | -34 |
|  | 18.  | Appianese (-2)  | 12 | 34 | 6  | 2  | 26 | 36 | 123 | -87 |

Legenda:

      Ammesso alle finali regionali.
      Retrocesso in Seconda Divisione.
Regolamento:
Due punti a vittoria, uno a pareggio, zero a sconfitta.
Pari merito in caso di pari punti e spareggi in caso di pari punti in zona promozione e retrocessione.
Note:
Lomazzo, Lazzatese e Maslianico hanno scontato 1 punto di penalizzazione in classifica per una rinuncia.
Appianese ha scontato 2 punti di penalizzazione in classifica per due rinunce.
Differenza di 4 gol nel computo totale reti fatte/subite (1156/1160).

## Girone G

### Squadre partecipanti
| Club                    | Città                     | Stagione precedente |
| ----------------------- | ------------------------- | ------------------- |
| Pol. Albiolese          | Albiolo (CO)              |                     |
| U.S. Albizzatese        | Albizzate (VA)            |                     |
| U.S. Arnatese           | Arnate di Gallarate (VA)  |                     |
| Audace Sportiva Besnate | Besnate (VA)              |                     |
| Amatori Calcio Besozzo  | Besozzo (VA)              |                     |
| A.C. Biumense           | Biumo Inferiore di Varese |                     |
| U.S. Cairatese          | Cairate (VA)              |                     |
| C.S.I. F.C. Cantello    | Cantello (VA)             |                     |
| A.S. Carnaghese         | Carnago (VA)              |                     |
| S.C. Castiglione Olona  | Castiglione Olona (VA)    |                     |
| U.S. Castronnese        | Castronno (VA)            |                     |
| A.C. Gazzada            | Gazzada Schianno (VA)     |                     |
| A.C. Induno Sportiva    | Induno Olona (VA)         |                     |
| U.S. Malnatese          | Malnate (VA)              |                     |
| U.S. Mozzatese          | Mozzate (CO)              |                     |
| A.S. Solbiatese         | Solbiate Arno (VA)        |                     |
| A.S. Vedanese           | Vedano Olona (VA)         |                     |
| Virtus Tradate          | Tradate (VA)              |                     |

### Classifica finale
|  | Pos. | Squadra           | Pt | G  | V | N | P | GF | GS | DR |
|  | ---- | ----------------- | -- | -- | - | - | - | -- | -- | -- |
|  | 1.   | Malnatese         | 59 | 34 | . | . | . | .  | .  |    |
|  | 2.   | Virtus Tradate    | 54 | 34 | . | . | . | .  | .  |    |
|  | 3.   | Vedanese          | 46 | 34 | . | . | . | .  | .  |    |
|  | 4.   | Induno            | 45 | 34 | . | . | . | .  | .  |    |
|  | 5.   | Cairatese         | 44 | 34 | . | . | . | .  | .  |    |
|  | 6.   | Carnaghese        | 42 | 34 | . | . | . | .  | .  |    |
|  | 7.   | Arnatese          | 39 | 34 | . | . | . | .  | .  |    |
|  | 8.   | Biumense          | 38 | 34 | . | . | . | .  | .  |    |
|  | 9.   | Albizzatese       | 36 | 34 | . | . | . | .  | .  |    |
|  | 10.  | Solbiatese        | 34 | 34 | . | . | . | .  | .  |    |
|  | 11.  | Castiglione Olona | 33 | 34 | . | . | . | .  | .  |    |
|  | 12.  | Audace Besnate    | 29 | 34 | . | . | . | .  | .  |    |
|  | 13.  | Castronnese       | 26 | 34 | . | . | . | .  | .  |    |
|  | 14.  | Cantello          | 23 | 34 | . | . | . | .  | .  |    |
|  | 15.  | Besozzo           | 21 | 34 | . | . | . | .  | .  |    |
|  | 16.  | Mozzatese         | 19 | 34 | . | . | . | .  | .  |    |
|  | 17.  | Gazzada           | 15 | 34 | . | . | . | .  | .  |    |
|  | 18.  | Albiolese         | 7  | 34 | . | . | . | .  | .  |    |

Legenda:

      Ammesso alle finali regionali.
      Retrocesso in Seconda Divisione.
Regolamento:
Due punti a vittoria, uno a pareggio, zero a sconfitta.
Pari merito in caso di pari punti e spareggi in caso di pari punti in zona promozione e retrocessione.

## Girone H

### Squadre partecipanti
| Club                      | Città                         | Stagione precedente |
| ------------------------- | ----------------------------- | ------------------- |
| U.S. Arconatese           | Arconate (MI)                 |                     |
| U.S. Arlunese             | Arluno (MI)                   |                     |
| G.S. Bareggese            | Bareggio (MI)                 |                     |
| U.S. Boffalorese          | Boffalora sopra Ticino (MI)   |                     |
| U.S. Borsanese            | Borsano di Busto Arsizio (VA) |                     |
| U.S. Buscatese            | Buscate (MI)                  |                     |
| U.S. Bustese              | Busto Garolfo (MI)            |                     |
| U.S. Castano Primo        | Castano Primo (MI)            |                     |
| U.S. Cornaredo            | Cornaredo (MI)                |                     |
| U.S. Inveruno             | Inveruno (MI)                 |                     |
| U.S. Lonatese             | Lonate Pozzolo (VA)           |                     |
| U.S. Nervianese           | Nerviano (MI)                 |                     |
| G.S. S.A.F.F.A.           | Pontenuovo di Magenta (MI)    |                     |
| U.S. Samaratese           | Samarate (VA)                 |                     |
| U.S. Sangiorgese          | San Giorgio su Legnano (MI)   |                     |
| U.S. Sanmacarese          | San Macario di Samarate (VA)  |                     |
| U.S. Santo Stefano Ticino | Santo Stefano Ticino (MI)     |                     |
| U.S. Turbighese           | Turbigo (MI)                  |                     |

### Classifica finale
|  | Pos. | Squadra               | Pt      | G  | V | N | P | GF | GS | DR |
|  | ---- | --------------------- | ------- | -- | - | - | - | -- | -- | -- |
|  | 1.   | Nervianese            | 52      | 32 | . | . | . | .  | .  |    |
|  | 2.   | Bustese               | 50      | 32 | . | . | . | .  | .  |    |
|  | 3.   | Lonatese              | 48      | 32 | . | . | . | .  | .  |    |
|  | 4.   | Castano Primo         | 44      | 32 | . | . | . | .  | .  |    |
|  | 5.   | Inveruno              | 42      | 32 | . | . | . | .  | .  |    |
|  | 6.   | Boffalorese E. Trezzi | 39      | 32 | . | . | . | .  | .  |    |
|  | 7.   | Arlunese              | 32      | 32 | . | . | . | .  | .  |    |
|  | 8.   | Arconatese            | 30      | 32 | . | . | . | .  | .  |    |
|  | 9.   | Borsanese             | 29      | 32 | . | . | . | .  | .  |    |
|  | 10.  | S.A.F.F.A.            | 27      | 32 | . | . | . | .  | .  |    |
|  | 11.  | Samaratese            | 25      | 32 | . | . | . | .  | .  |    |
|  | 11.  | Sanmacarese           | 25      | 32 | . | . | . | .  | .  |    |
|  | 13.  | Santo Stefano Ticino  | 24      | 32 | . | . | . | .  | .  |    |
|  | 14.  | Cornaredo             | 22      | 32 | . | . | . | .  | .  |    |
|  | 15.  | Sangiorgese           | 18      | 32 | . | . | . | .  | .  |    |
|  | 16.  | Buscatese             | 16      | 32 | . | . | . | .  | .  |    |
|  | 16.  | Bareggese             | 16      | 32 | . | . | . | .  | .  |    |
|  | --   | Turbighese            | Esclusa | .  | . | . | . | .  | .  |    |

Legenda:

      Ammesso alle finali regionali.
      Retrocesso in Seconda Divisione.
Regolamento:
Due punti a vittoria, uno a pareggio, zero a sconfitta.
Pari merito in caso di pari punti e spareggi in caso di pari punti in zona promozione e retrocessione.

## Girone I

### Squadre partecipanti
| Club                           | Città                    | Stagione precedente |
| ------------------------------ | ------------------------ | ------------------- |
| A.C.C.L. Alfa Romeo            | Milano-Villapizzone      |                     |
| A.C. Alippi Ippica             | Milano                   |                     |
| C.U.S. Milano Ludovica         | Milano                   |                     |
| U.S. Carabelli Lanfranchi      | Milano                   |                     |
| U.S. Castelnovese              | Castelnuovo Scrivia (AL) |                     |
| G.S. Corsera                   | Milano                   |                     |
| A.C. Derthona                  | Tortona (AL)             |                     |
| F.B.C. Half 1919               | Milano                   |                     |
| D.A. Innocenti                 | Milano                   |                     |
| Pol. Iris 1914 Baggio          | Milano                   |                     |
| F.C. Italosport Villoruniverso | Milano                   |                     |
| A.C. Minerva                   | Milano                   |                     |
| U.S. Locatese                  | Locate di Triulzi (MI)   |                     |
| C.S. Pirelli                   | Milano-Bicocca           |                     |
| C.R.A.L. Redaelli              | Milano-Rogoredo          |                     |
| Scarioni Costanza              | Milano                   |                     |
| S.G. Stradellina               | Stradella (PV)           |                     |

### Classifica finale
|  | Pos. | Squadra                   | Pt | G  | V  | N | P | GF | GS | DR  |
|  | ---- | ------------------------- | -- | -- | -- | - | - | -- | -- | --- |
|  | 1.   | Derthona                  | 49 | 32 | 23 | 3 | 6 | 87 | 30 | +57 |
|  | 2.   | Minerva                   | 48 | 32 | .  | . | . | .  | .  |     |
|  | 2.   | Pirelli                   | 48 | 32 | .  | . | . | .  | .  |     |
|  | 4.   | Redaelli                  | 43 | 32 | .  | . | . | .  | .  |     |
|  | 5.   | Italosport Villoruniverso | 42 | 32 | .  | . | . | .  | .  |     |
|  | 6.   | Stradellina               | 38 | 32 | .  | . | . | .  | .  |     |
|  | 7.   | Locatese                  | 36 | 32 | .  | . | . | .  | .  |     |
|  | 8.   | Iris 1914 Baggio          | 34 | 32 | .  | . | . | .  | .  |     |
|  | 9.   | Innocenti                 | 33 | 32 | .  | . | . | .  | .  |     |
|  | 10.  | Castelnovese              | 32 | 32 | .  | . | . | .  | .  |     |
|  | 11.  | Corsera                   | 29 | 32 | .  | . | . | .  | .  |     |
|  | 12.  | Carabelli Lanfranchi      | 28 | 32 | .  | . | . | .  | .  |     |
|  | 13.  | Alfa Romeo                | 24 | 32 | .  | . | . | .  | .  |     |
|  | 14.  | Half 1919                 | 23 | 32 | .  | . | . | .  | .  |     |
|  | 15.  | Scarioni Costanza         | 21 | 32 | .  | . | . | .  | .  |     |
|  | 16.  | Alippi Ippica             | 10 | 32 | .  | . | . | .  | .  |     |
|  | 17.  | Milano Ludovica           | 3  | 32 | .  | . | . | .  | .  |     |

Legenda:

      Ammesso alle finali regionali.
      Retrocesso in Seconda Divisione.
Regolamento:
Due punti a vittoria, uno a pareggio, zero a sconfitta.
Pari merito in caso di pari punti e spareggi in caso di pari punti in zona promozione e retrocessione.

## Girone L

### Squadre partecipanti
| Club                     | Città                      | Stagione precedente |
| ------------------------ | -------------------------- | ------------------- |
| A.C. Aurora              | Casalpusterlengo (MI)      |                     |
| S.S. Casalbuttano        | Casalbuttano (CR)          |                     |
| U.S. Casalese            | Casalmaggiore (CR)         |                     |
| U.S. Castelleonese       | Castelleone (CR)           |                     |
| U.S. Fiorenzuola         | Fiorenzuola d'Arda (PC)    |                     |
| U.S. Gussolese           | Gussola (CR)               |                     |
| A.C. Junior Casalbuttano | Casalbuttano (CR)          |                     |
| A.S. La Paullese         | Paullo (MI)                |                     |
| S.S. Pandino             | Pandino (CR)               |                     |
| U.S. Pizzighettonese     | Pizzighettone (CR)         |                     |
| U.S. Pontevichese        | Pontevico (BS)             |                     |
| A.C. Pro Piacenza        | Piacenza                   |                     |
| Pol. Rivergarese         | Rivergaro (PC)             |                     |
| A.S. Sant'Angelo         | Sant'Angelo Lodigiano (MI) |                     |
| U.S. Soncinese           | Soncino (CR)               |                     |
| A.S. Verolanuova         | Verolanuova (BS)           |                     |

### Classifica finale
|  | Pos. | Squadra             | Pt      | G  | V  | N | P  | GF | GS | DR  |
|  | ---- | ------------------- | ------- | -- | -- | - | -- | -- | -- | --- |
|  | 1.   | Casalese            | 44      | 28 | 19 | 6 | 3  | 85 | 38 | +47 |
|  | 2.   | Castelleonese       | 42      | 28 | 18 | 6 | 4  | 64 | 34 | +30 |
|  | 3.   | Pro Piacenza        | 38      | 28 | 16 | 6 | 6  | 81 | 44 | +37 |
|  | 4.   | Rivergarese         | 37      | 28 | 16 | 5 | 7  | 67 | 47 | +20 |
|  | 5.   | La Paullese         | 35      | 28 | 14 | 7 | 7  | 58 | 41 | +17 |
|  | 6.   | Casalbuttano        | 31      | 28 | 13 | 5 | 10 | 72 | 63 | +9  |
|  | 7.   | Pandino             | 30      | 28 | 11 | 8 | 9  | 59 | 55 | +4  |
|  | 8.   | Aurora              | 26      | 28 | 13 | 0 | 15 | 47 | 54 | -7  |
|  | 9.   | Gussolese (-1)      | 25      | 28 | 11 | 4 | 13 | 61 | 62 | -1  |
|  | 10.  | Pontevichese        | 23      | 28 | 8  | 7 | 13 | 45 | 50 | -5  |
|  | 11.  | Soncinese           | 20      | 28 | 10 | 0 | 18 | 36 | 54 | -18 |
|  | 11.  | Pizzighettonese     | 20      | 28 | 8  | 4 | 16 | 50 | 90 | -40 |
|  | 13.  | Fiorenzuola         | 19      | 28 | 7  | 5 | 16 | 45 | 50 | -5  |
|  | 14.  | Sant'Angelo         | 16      | 28 | 5  | 6 | 17 | 39 | 83 | -44 |
|  | 15.  | Junior Casalbuttano | 11      | 28 | 4  | 3 | 21 | 35 | 79 | -44 |
|  | --   | Verolanuova         | Esclusa |    |    |   |    |    |    |     |

Legenda:

      Ammesso alle finali regionali.
      Esclusa dal campionato.
Regolamento:
Due punti a vittoria, uno a pareggio, zero a sconfitta.
Pari merito in caso di pari punti e spareggi in caso di pari punti in zona promozione e retrocessione.
Note:
Gussolese ha scontato 1 punto di penalizzazione in classifica per una rinuncia.

## Girone M

### Squadre partecipanti
| Club               | Città                   | Stagione precedente |
| ------------------ | ----------------------- | ------------------- |
| U.S. Bellagina     | Bellagio (CO)           |                     |
| U.S. Bellanese     | Bellano (CO)            |                     |
| A.C. Calolziocorte | Calolziocorte (CO)      |                     |
| U.S. Chiavennese   | Chiavenna (SO)          |                     |
| U.S. Derviese      | Dervio (CO)             |                     |
| S.C. Falck Dongo   | Dongo (CO)              |                     |
| U.S. Gravedonese   | Gravedona (CO)          |                     |
| A.C. Imbel         | Ello (CO)               |                     |
| A.S. Juvenilia     | Lecco (CO)              |                     |
| A.C. Molteno       | Molteno (CO)            |                     |
| U.S. Morbegnese    | Morbegno (SO)           |                     |
| G.S. Moto Guzzi    | Mandello del Lario (CO) |                     |
| A.S. Oggiono       | Oggiono (CO)            |                     |
| Sondrio Sportiva   | Sondrio                 |                     |
| U.S. Tiranese      | Tirano (SO)             |                     |

### Classifica finale
|  | Pos. | Squadra       | Pt | G  | V  | N | P  | GF | GS | DR  |
|  | ---- | ------------- | -- | -- | -- | - | -- | -- | -- | --- |
|  | 1.   | Sondrio       | 47 | 28 | 21 | 5 | 2  | 91 | 25 | +66 |
|  | 2.   | Calolziocorte | 43 | 28 | 19 | 5 | 4  | 84 | 29 | +55 |
|  | 3.   | Chiavennese   | 36 | 28 | 15 | 6 | 7  | 63 | 35 | +28 |
|  | 3.   | Oggiono       | 36 | 28 | 16 | 4 | 8  | 54 | 36 | +18 |
|  | 5.   | Imbel         | 34 | 28 | 14 | 6 | 8  | 58 | 39 | +19 |
|  | 4.   | Gravedonese   | 34 | 28 | 14 | 6 | 8  | 59 | 45 | +14 |
|  | 7.   | Juvenilia     | 33 | 28 | 13 | 7 | 8  | 57 | 41 | +16 |
|  | 8.   | Moto Guzzi    | 30 | 28 | 11 | 8 | 9  | 42 | 33 | +9  |
|  | 9.   | Falck Dongo   | 25 | 28 | 9  | 7 | 12 | 50 | 61 | -11 |
|  | 10.  | Molteno       | 20 | 28 | 7  | 6 | 15 | 41 | 56 | -15 |
|  | 11.  | Bellanese     | 19 | 28 | 6  | 7 | 15 | 32 | 80 | -48 |
|  | 12.  | Derviese      | 18 | 28 | 5  | 8 | 15 | 34 | 73 | -39 |
|  | 13.  | Morbegnese    | 17 | 28 | 6  | 5 | 17 | 50 | 85 | -35 |
|  | 14.  | Tiranese      | 16 | 28 | 7  | 2 | 19 | 40 | 62 | -22 |
|  | 15.  | Bellagina     | 12 | 28 | 4  | 4 | 20 | 25 | 80 | -55 |

Legenda:

      Ammesso alle finali regionali.
      Retrocesso in Seconda Divisione.
Regolamento:
Due punti a vittoria, uno a pareggio, zero a sconfitta.
Pari merito in caso di pari punti e spareggi in caso di pari punti in zona promozione e retrocessione.

## Girone N

### Squadre partecipanti
| Club                 | Città                        | Stagione precedente |
| -------------------- | ---------------------------- | ------------------- |
| S.S. Aurora          | Vigevano (PV)                |                     |
| S.S. Casoratese      | Casorate Primo (PV)          |                     |
| U.S. Cassolese       | Cassolnovo (PV)              |                     |
| U.S. Dornese         | Dorno (PV)                   |                     |
| U.S. Gambolese       | Gambolò (PV)                 |                     |
| Gino Conti           | Milano                       |                     |
| U.S. Gravellonese    | Gravellona Lomellina (PV)    |                     |
| A.C. Gropello        | Gropello Cairoli (PV)        |                     |
| U.S. Lacchiarella    | Lacchiarella (MI)            |                     |
| U.S. Melegnanese     | Melegnano (MI)               |                     |
| U.S. Robecco         | Robecco sul Naviglio (MI)    |                     |
| U.S. Rosate          | Rosate (MI)                  |                     |
| U.S. Sangiulianese   | San Giuliano Milanese (MI)   |                     |
| A.C. Sannazzarese    | Sannazzaro de' Burgondi (PV) |                     |
| U.S. Sartiranese     | Sartirana Lomellina (PV)     |                     |
| S.S. Sesto Ulteriano | Sesto Ulteriano (MI)         |                     |
| U.S. Vigor           | Gaggiano (MI)                |                     |
| U.S. Virtus Nova     | Binasco (MI)                 |                     |

### Classifica finale
|  | Pos. | Squadra             | Pt | G  | V | N | P | GF | GS | DR |
|  | ---- | ------------------- | -- | -- | - | - | - | -- | -- | -- |
|  | 1.   | Vigor Gaggiano      | 57 | 34 | . | . | . | .  | .  |    |
|  | 2.   | Sannazzarese        | 56 | 34 | . | . | . | .  | .  |    |
|  | 3.   | Melegnanese         | 54 | 34 | . | . | . | .  | .  |    |
|  | 4.   | Gambolese           | 50 | 34 | . | . | . | .  | .  |    |
|  | 5.   | Casoratese          | 46 | 34 | . | . | . | .  | .  |    |
|  | 6.   | Aurora Vigevano     | 38 | 34 | . | . | . | .  | .  |    |
|  | 7.   | Sangiulianese       | 36 | 34 | . | . | . | .  | .  |    |
|  | 7.   | Sartiranese         | 36 | 34 | . | . | . | .  | .  |    |
|  | 9.   | Cassolese           | 32 | 34 | . | . | . | .  | .  |    |
|  | 10.  | Robecco             | 30 | 34 | . | . | . | .  | .  |    |
|  | 11.  | Virtus Nova Binasco | 29 | 34 | . | . | . | .  | .  |    |
|  | 12.  | Lacchiarella        | 28 | 34 | . | . | . | .  | .  |    |
|  | 13.  | Sesto Ulteriano     | 27 | 34 | . | . | . | .  | .  |    |
|  | 14.  | Gropello Cairoli    | 25 | 34 | . | . | . | .  | .  |    |
|  | 15.  | Rosate              | 24 | 34 | . | . | . | .  | .  |    |
|  | 16.  | Gino Conti          | 19 | 34 | . | . | . | .  | .  |    |
|  | 17.  | Gravellonese        | 8  | 34 | . | . | . | .  | .  |    |
|  | 18.  | Dornese             | 1  | 34 | . | . | . | .  | .  |    |

Legenda:

      Ammesso alle finali regionali.
      Retrocesso in Seconda Divisione.
Regolamento:
Due punti a vittoria, uno a pareggio, zero a sconfitta.
Pari merito in caso di pari punti e spareggi in caso di pari punti in zona promozione e retrocessione.